# Exochus separandus
Exochus separandus là một loài tò vò trong họ Ichneumonidae.